# Brachyotum ecuadorense
Brachyotum ecuadorense är en tvåhjärtbladig växtart som beskrevs av John Julius Wurdack. Brachyotum ecuadorense ingår i släktet Brachyotum och familjen Melastomataceae. IUCN kategoriserar arten globalt som starkt hotad.
Artens utbredningsområde är Ecuador. Inga underarter finns listade i Catalogue of Life.